# Леопольд Баршандт
Леопольд Баршандт (нім. Leopold Barschandt, 12 серпня 1925, Відень — 5 жовтня 2000) — австрійський футболіст, що грав на позиції захисника, зокрема, за клуб «Вінер Шпорт-Клуб», а також національну збірну Австрії.
Дворазовий чемпіон Австрії. 

## Клубна кар'єра
У футболі дебютував 1945 року виступами за команду «Гельфорт», в якій провів три сезони. 
Протягом 1948—1950 років захищав кольори клубу «Гасверк».
Своєю грою за останню команду привернув увагу представників тренерського штабу клубу «Вінер Шпорт-Клуб», до складу якого приєднався 1950 року. Відіграв за віденську команду наступні десять сезонів своєї ігрової кар'єри. За цей час двічі виборював титул чемпіона Австрії.
Завершив професійну ігрову кар'єру у клубі «Штікштофф» (Лінц), за команду якого виступав протягом 1960—1963 років.

## Виступи за збірну
1954 року дебютував в офіційних матчах у складі національної збірної Австрії. Протягом кар'єри у національній команді провів у її формі 23 матчі.
У складі збірної був учасником чемпіонату світу 1954 року у Швейцарії, де зіграв з Шотландією (1-0), Чехословаччиною (5-0), в чвертьфіналі зі Швейцарією (7-5) і в матчі за третє місце з Уругваєм (3-1).
Був присутній в заявці збірної на чемпіонаті світу 1958 року у Швеції, але на поле не виходив.

Помер 5 жовтня 2000 року на 76-му році життя.

## Титули і досягнення
- Чемпіон Австрії (2):

«Вінер Шпорт-Клуб»: 1957—1958, 1958—1959
- Бронзовий призер чемпіонату світу: 1954